# Winter-Universiade 1966
Die Winter-Universiade 1966 fand vom 5. bis 13. Februar in Sestriere statt.

## Wettkampfstätten
| Wettkampfstätte             | Ort       | Disziplin                           |
| --------------------------- | --------- | ----------------------------------- |
| Sestriere Borgata           | Sestriere | Ski Alpin                           |
| Torino Esposizioni          | Turin     | Eishockey                           |
| Palazzo del ghiaccio Torino | Turin     | Eiskunstlauf Eishockey              |
| Pista di fondo              | Claviere  | Skilanglauf · Nordische Kombination |
| Trampolino di Claviere      | Claviere  | Skispringen · Nordische Kombination |

## Sportarten
| Disziplin             | Entscheidungen |
| --------------------- | -------------- |
| Eishockey             | 1              |
| Eiskunstlauf          | 4              |
| Nordische Kombination | 1              |
| Ski Alpin             | 8              |
| Skilanglauf           | 4              |
| Skispringen           | 1              |
| Gesamt                | 19             |

## Medaillenspiegel
| Platz  | Land               | Gold | Silber | Bronze | Gesamt |
| ------ | ------------------ | ---- | ------ | ------ | ------ |
| 1      | Sowjetunion        | 5    | 4      | 3      | 12     |
| 2      | Frankreich         | 5    | 2      | 1      | 8      |
| 3      | Japan              | 3    | 3      | 2      | 8      |
| 4      | Schweiz            | 2    | 2      | 2      | 6      |
| 5      | Bulgarien          | 2    | –      | –      | 2      |
| 6      | Polen              | 1    | 3      | 3      | 7      |
| 7      | Ungarn             | 1    | –      | –      | 1      |
| 8      | Vereinigte Staaten | –    | 2      | 1      | 3      |
| 9      | Tschechoslowakei   | –    | 1      | 4      | 5      |
| 10     | Österreich         | –    | 1      | 1      | 2      |
| 11     | Rumänien           | –    | 1      | –      | 1      |
| 12     | BR Deutschland     | –    | –      | 1      | 1      |
| 12     | Italien            | –    | –      | 1      | 1      |
| Gesamt | Gesamt             | 19   | 19     | 19     | 57     |